# Жирар, Патрисия
Патрисия Жирар-Лено (фр. Patricia Girard-Léno; род. 8 апреля 1968, Пуэнт-а-Питр) — французская легкоатлетка, специалистка по барьерному бегу и спринту. Выступала на профессиональном уровне в 1988—2009 годах, обладательница бронзовой медали Олимпийских игр в Атланте, чемпионка мира, двукратная чемпионка Европы в помещении, победительница Средиземноморских и Франкофонских игр, многократная чемпионка Франции, действующая рекордсменка страны в нескольких дисциплинах. Тренер по лёгкой атлетике.

## Биография
Патрисия Жирар родилась 8 апреля 1968 года в городе Пуэнт-а-Питр, Гваделупа. Переехала в материковую Францию в 1976 году, здесь успешно занималась лёгкой атлетикой, показывала высокие результаты среди юниорок. Некоторое время была замужем за кикбоксером Эдди Лено и на соревнованиях выступала под двойной фамилией Жирар-Лено.
Впервые заявила о себе на международном уровне в сезоне 1988 года, когда вошла в состав французской сборной и выступила на чемпионате Европы в помещении в Будапеште, где в зачёте бега на 60 метров дошла до стадии полуфиналов. Благодаря череде успешных выступлений удостоилась права защищать честь страны на летних Олимпийских играх в Сеуле — в беге на 100 метров остановилась на предварительном квалификационном этапе, тогда как в эстафете 4×100 метров вместе с соотечественницами заняла итоговое седьмое место.
В 1989 году на Франкофонских играх Рабате в дисциплине 100 метров и в эстафете 4×100 метров выиграла серебряную и золотую медали соответственно, бежала эстафету на Кубке мира в Барселоне.
В 1990 году в 60-метровом беге Жирар стала четвёртой на чемпионате Европы в помещении в Глазго, однако позднее в том же сезоне провалила допинг-тест — её проба показала наличие анаболического стероида Примоболана. В результате спортсменку отстранили от участия в соревнованиях на 2 года.
По окончании срока дисквалификации в 1992 году Патрисия Жирар возобновила спортивную карьеру, в частности она успела поучаствовать в Олимпийских играх в Барселоне, где дошла до полуфинала на дистанции 100 метров и заняла четвёртое место в эстафете 4×100 метров.
В 1993 году на чемпионате мира в помещении в Торонто была восьмой в беге на 60 метров и третьей в беге на 60 метров с барьерами. На Средиземноморских играх в Лангедок-Руссильон взяла бронзу в беге на 100 метров с барьерами и завоевала золото в эстафете 4×100 метров. Бежала 100 метров с барьерами и эстафету 4×100 метров на чемпионате мира в Штутгарте.
В 1994 году на чемпионате Европы в помещении в Париже с личным рекордом 7,16 стала третьей в гладком беге на 60 метров и шестой в барьерном. Выиграла 100 метров и эстафету 4×100 метров на домашних Франкофонских играх. На чемпионате Европы в Хельсинки дошла до полуфинала в дисциплине 100 метров, в то время как в эстафете 4×100 метров их команда была дисквалифицирована.
В 1995 году стартовала на чемпионате мира в помещении в Барселоне и на чемпионате мира в Гётеборге.
На чемпионате Европы в помещении 1996 года в Стокгольме превзошла всех соперниц в 60-метровом барьерном беге. На Олимпийских играх в Атланте завоевала бронзовую награду в беге на 100 метров с барьерами, уступив в финале только представительнице Швеции Людмиле Энквист и бегунье из Словении Бригите Буковец. В финале эстафеты 4×100 метров оказалась на финише шестой.
В 1997 году выиграла бронзовую медаль в барьерном беге на 60 метров на чемпионате мира в помещении в Париже, была лучшей в барьерном беге на 100 метров и в эстафете 4×100 метров на Сридеземноморских играх в Бари, стала бронзовой призёркой в эстафете 4×100 метров на чемпионате мира в Афинах.
В 1998 году победила на чемпионате Европы в помещении в Валенсии, финишировала пятой на чемпионате Европы в Будапеште.
На чемпионате мира 1999 года в Севилье показала восьмой результат в беге на 100 метров с барьерами и второй результат в эстафете 4×100 метров.
В 2000 году в 60-метровом барьерном беге получила серебро на чемпионате Европы в помещении в Генте. Принимала участие в Олимпийских играх в Сиднее, где в 100-метровом барьерном беге остановилась на стадии четвертьфиналов.
В 2001 году бежала 100 метров с барьерами на чемпионате мира в Эдмонтоне, превзошла всех соперниц на Средиземноморских играх в Тунисе.
В 2002 году в беге на 60 метров с барьерами взяла бронзу на чемпионате Европы в помещении в Вене, тогда как в беге 100 метров с барьерами показала четвёртый результат на чемпионате Европы в Мюнхене.
В 2003 году в 60-метровом барьерном беге финишировала восьмой на чемпионате мира в помещении в Бирмингеме. На домашнем чемпионате мира в Париже пришла к финишу седьмой в 100-метровом барьерном беге и вместе с соотечественницами одержала победу в эстафете 4×100 метров.
В 2005 году отметилась выступлением на чемпионате Европы в помещении в Мадриде, где в беге на 60 метров с барьерами стала шестой.
В 2009 году бежала 60 метров с барьерами на чемпионате Европы в помещении в Турине. По окончании сезона завершила спортивную карьеру.
Впоследствии вместе с Карлом Тайллепьером работала тренером по лёгкой атлетике в департаменте Сена и Марна, основала собственный тренировочный лагерь в коммуне Комб-ла-Виль, в котором в разное время проходили подготовку многие титулованные бегуны: Синди Бийо, Алис Деко, Адрианна Ламаль, Гнима Файе, Рейна-Флор Окори, Росвита Окоу, Паскаль Мартино-Лагард, Рональд Поньон, Лесли Джон и др..